# Navire de guerre à vapeur

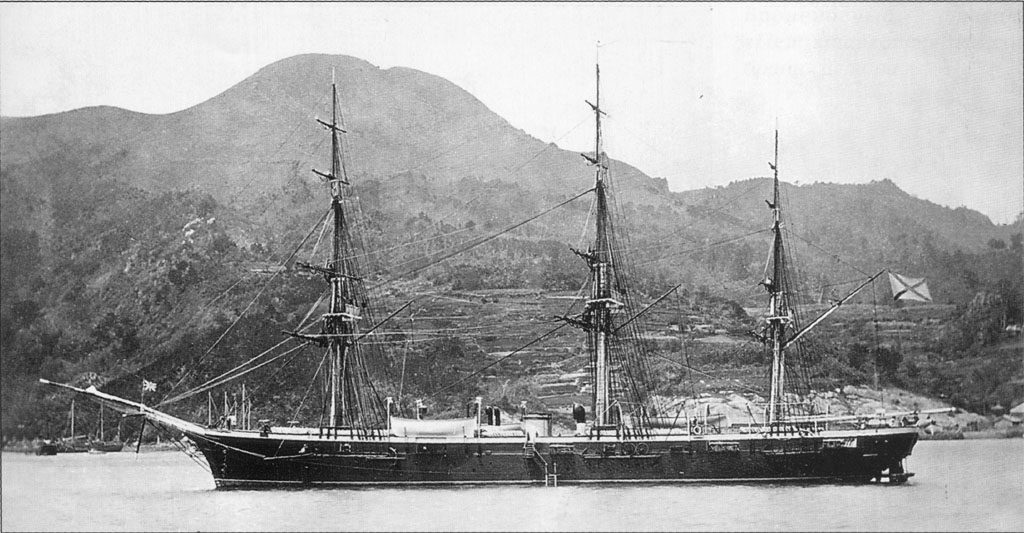
Corvette à vapeur russe Vityaz

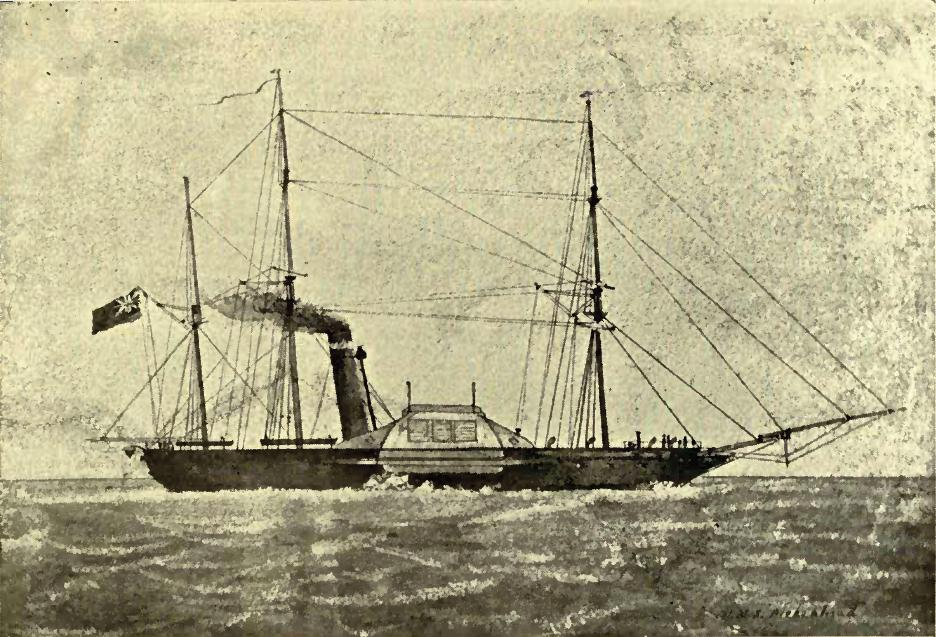
frégate à vapeur à aubes, mais rendue obsolète avant son achèvement en 1845 par l'arrivée de vapeurs de guerre à hélice.

Les vapeurs de guerre, incluant les frégates à vapeur, les corvettes à vapeur (plus petites) et les sloops à vapeur,  étaient des bateaux à vapeur à visée militaire développés et utilisés au cours du XIXe siècle et jusqu'à la Seconde Guerre mondiale. Les premières versions de ces navires étaient simplement des versions traditionnelles des frégates, corvettes, et sloops propulsées par un moteur à vapeur.

## Histoire
Le premier navire pouvant être considéré comme un vapeur de guerre fut le Demologos, lancé en 1815 pour la Marine des États-Unis.

### Vapeurs de guerre à aubes
Depuis le début des années 1820, la Marine britannique entame la construction d'un certain nombre de petits navires de guerre à vapeur comme les remorqueurs HMS Comet et HMS Monkey, et au cours des années 1830, les marines des États-Unis, de la Russie et de la France commencent le développement de navires similaires. Cette première génération de vapeurs de guerre utilisait des roues à aubes montées sur les côtés ou au centre des bateaux. Les navires étaient équipés de grands canons, généralement montés sur un seul pont (bien que certains navires plus grands portaient parfois les armes sur deux niveaux de ponts). Les roues à aubes se sont avérées peu efficaces, surtout lorsque mises en compétition avec les système de propulsion à hélice, en plus d'être plus vulnérables aux dommages. À partir de la fin des années 1840 les marines commencent à se focaliser sur les navires de guerre à hélice. Les frégates à aubes ont été largement utilisées pendant les guerres de l'opium, la guerre mexico–américaine, la guerre de Crimée et la guerre civile américaine, mais dès 1870, la plupart avaient été abandonnées, démantelées ou vendues dans le service civil.

### Vapeurs de guerre à hélice
Les vapeurs de guerre à hélice ressemblaient davantage aux navires de guerre à voiles traditionnels. Les navires conservaient habituellement un plan de voile complet, principalement à cause de l'absence de réserves de charbon autour du globe, problématique majeure pour les frégates, qui étaient souvent utilisées de façon indépendante dans les régions les plus isolées du monde. Ces frégates à hélice, construites d'abord en bois et puis en fer, continuèrent à assumer le rôle traditionnel de la frégate jusqu'à la fin du XIXe siècle. La France et le Royaume-Uni construisirent un nombre important de frégates.
À partir de 1859, une cuirasse fut ajoutée aux vapeurs de guerre ; son poids réduisant la capacité de ces navires à un seul pont armé, techniquement ces vapeurs demeuraient des frégates, même si elles étaient plus puissantes que les navires de ligne et occupaient le même rôle stratégique que ces derniers. L'expression "frégate cuirassée" est restée en usage pendant un certain temps pour désigner un voilier cuirassé disposant d'une puissance de feu conséquente.
Vers la fin du XIXe siècle, le terme "frégate" est abandonné. Les navires blindés prennent le terme générique "cuirassés" ou "croiseur".

## Reliques
- La seule frégate à hélice encore à flot est le navire danois Jylland.
- Le sloop à vapeur HMS Gannet a été longtemps utilisé comme navire-école et est aujourd'hui conservé à Plymouth.
- Le frégate à vapeur néerlandaise Hr.Ms. Bonaire est en cours de restauration et occupe le rôle de bateau musée.
- L'ARA Uruguay, de la marine argentine est la dernière corvette à vapeur et voiles.